# Mesosemia melaene
Mesosemia melaene is een vlindersoort uit de familie van de prachtvlinders (Riodinidae), onderfamilie Riodininae.
Mesosemia melaene werd in 1859 beschreven door Hewitson.